# Amboasary-Atsimo
Amboasary-Atsimo és una ciutat i comuna de Madagascar, situada a la part sud-oest de la regió d'Anosy, i cap del districte d'Amboasary Sud. Es troba travessada pel riu Mandrare, a 75 km a l'oest de Tôlanaro i a 35 km d'Ambovombe.
La major font econòmica són les grans plantacions de cultiu de sisal, la majoria de la població pertany a l'ètnia antandroy i té quatre escoles d'educació secundaria.